# Gilles Lalay
Gilles Lalay   (Pairac lo Chasteu, 21 de març de 1962 - Pointe-Noire, 7 de gener de 1992) va ser un pilot de motociclisme occità que va destacar en competicions d'enduro i ral·li raid. Va debutar en enduro, modalitat en què va ser 10 vegades campió de França entre 1979 i 1990, subcampió d'Europa el 1983 i 1984 i campió del món individual (el 1985, en guanyar els ISDE d'Alp) i per equips (als ISDE de 1988). La seva victòria a Alp la va aconseguir justament un any en què França no va presentar cap equip estatal als ISDE. Lalay, però, hi va participar a títol individual i va obtenir el triomf absolut a la cursa amb la seva Honda 250 CR privada.
Pel que fa als ral·lis raid, va guanyar-hi a la categoria de motos de diverses curses: el Ral·li Djerba 500 (1984), el Ral·li de l'Atles (1986, 1987 i 1989) i el Ral·li Dakar (1989).
Lalay es va morir a Pointe-Noire (República del Congo) mentre competia en el Ral·li Dakar de 1992, a conseqüència d'una topada amb un dels vehicles de l'organització.

## Palmarès al Ral·li Dakar
Font:
| Any  | Moto            | Posició |
| ---- | --------------- | ------- |
| 1986 | Honda NXR 780   | 2n      |
| 1988 | Honda NXR 750   | 3r      |
| 1989 | Honda NXR 800V  | 1r      |
| 1991 | Yamaha YZE 750T | 2n      |